# Ocom
Ocom ist ein niederländischer Internet-Infrastruktur-Dienstleister. Er besteht aus dem Webhoster Leaseweb, dem carrierneutralen Rechenzentrum EvoSwitch und dem Netzwerk-Service-Provider (MAN) FiberRing.
Zu den Kunden von Leaseweb zählen das Rijksmuseum Amsterdam, Heineken, Hyves und Joh. Enschedé, zu denen von EvoSwitch die Wikimedia Foundation, Parnassia Bavo, Logica, NTT und Codemasters und zu denen von FiberRing Telia Company, KPN, Citrix und Tata.